# Dorothée de Césarée
Sainte Dorothée (dont le nom signifie : « don de Dieu ») est une vierge martyre pendant la Persécution de Dioclétien, le 6 février 311, à Césarée en Cappadoce. Elle serait morte décapitée.

## Description

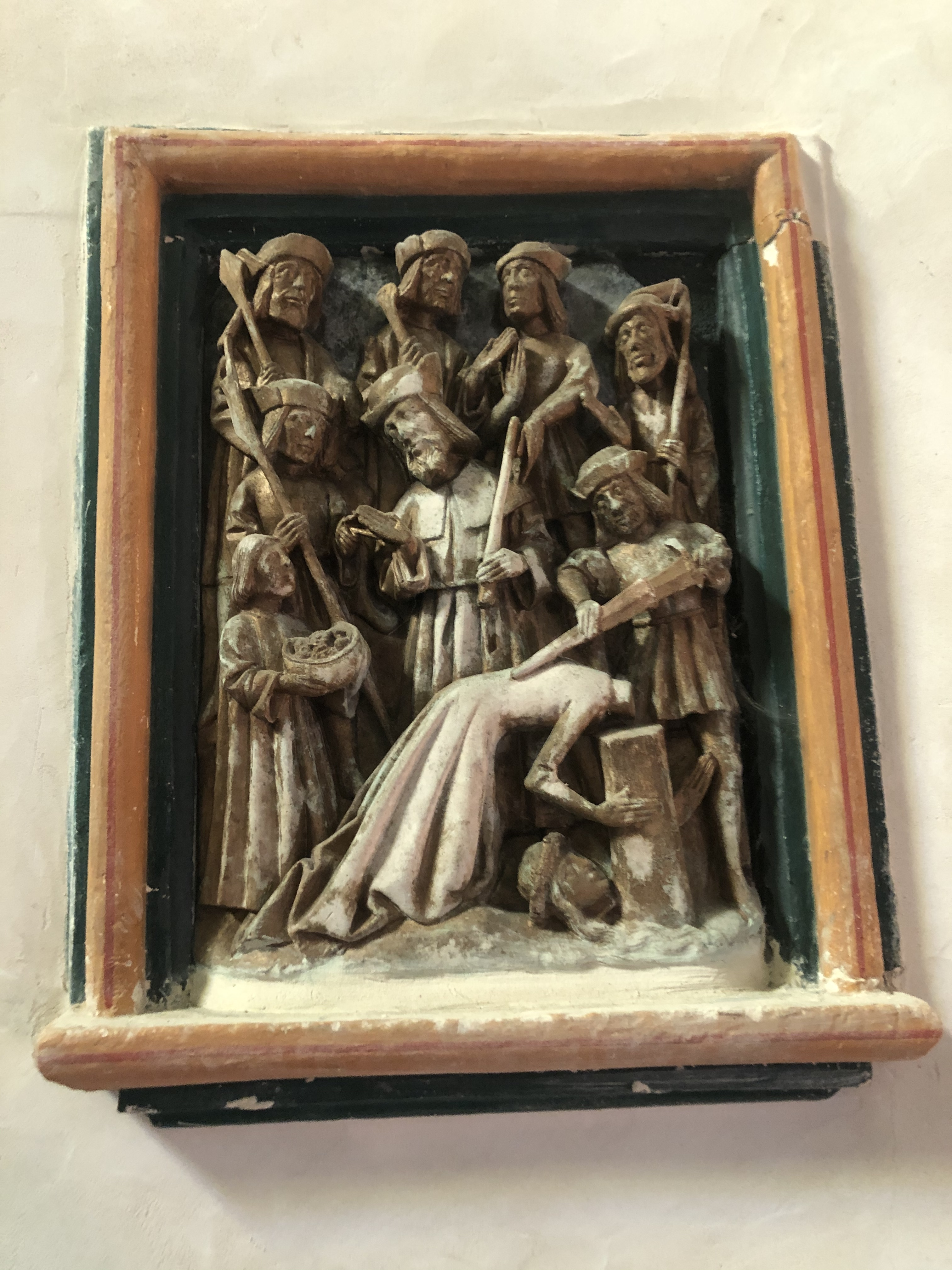
La décollation de sainte Dorothée sur panneau de plâtre, chapelle Notre Dame de la Faigne, Sarthe

Elle fut amenée devant le préfet Sapricius, passa en jugement, fut torturée et condamnée à mort. Alors qu'on la menait au supplice, l'avocat païen Theophilus lui dit pour se moquer d'elle : « Nouvelle épouse du Christ, envoie-moi quelques fruits du jardin de ton époux ». Avant d'être exécutée, elle lui envoya, par un garçon de six ans, sa coiffure qui se trouva remplie d'une odeur céleste de roses et de fruits. Theophilus se proclama immédiatement chrétien, et fut mis à la torture avant de subir la mort.
C'est la version la plus ancienne de la légende, qui connut plus tard divers élargissements. Dans l'Ouest de l'Europe, elle est vénérée depuis le VIIe siècle.
Sainte Dorothée et saint Théophile sont curieusement absents des synaxaires grecs mais présents dans les ménées slaves. Ils sont très vénérés dans l'Église latine.

## Patronage
Elle est la patronne des jardiniers, fleuristes, brasseurs, et jeunes mariés.

## L'Institut des Sœurs de Sainte Dorothée
Une religieuse italienne, sainte Paola Frassinetti, a fondé en 1834-1835 l'Institut des sœurs de Sainte Dorothée.

## Vénération
Sainte Dorothée est vénérée à Eecke en Flandre française. Dans la nef de l'église du village dédiée à Saint Wulmar, elle possède un petit autel néogothique réalisé par Gustave Pattein vers 1884. Une relique y est conservée. La paroisse d'Eecke célèbre tous les ans une neuvaine à partir du 6 février, pour la guérison des maladies de peaux et des maux de tête.

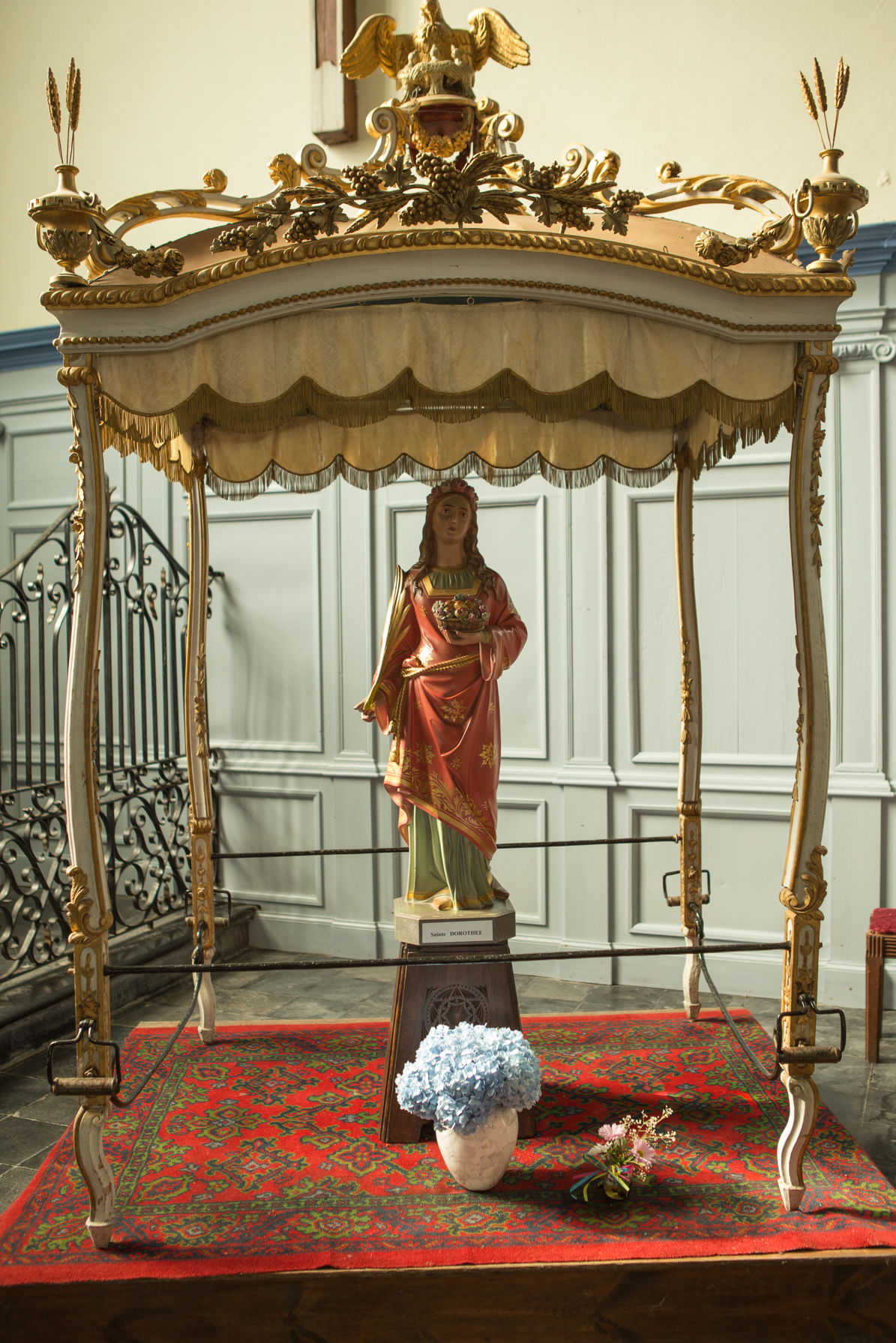
Statue de Sainte Dorothée à Eecke
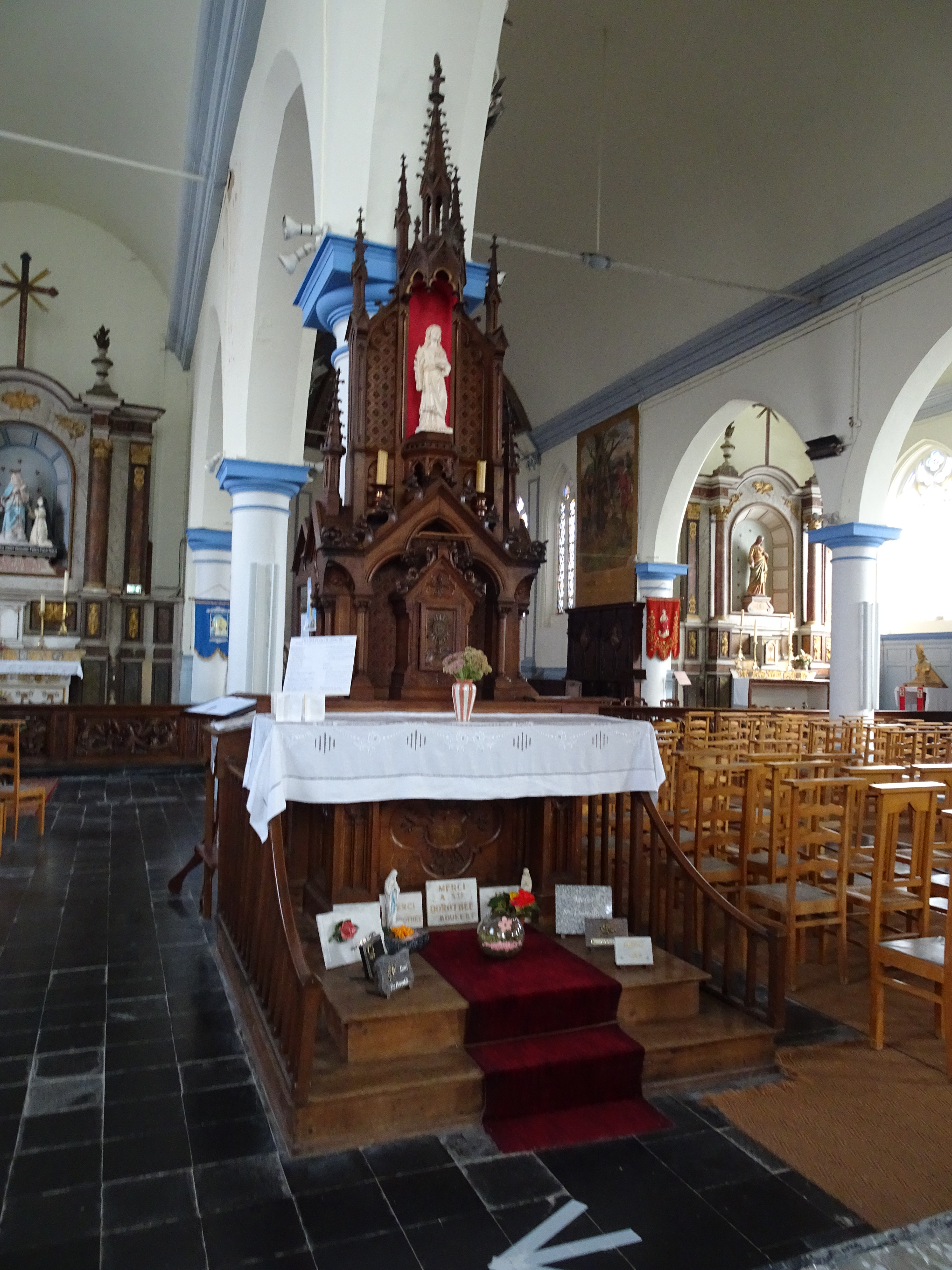
Autel de Sainte Dorothée à Eecke

## Sources
- Le petit livre des saints, Rosa Giorgi, Larousse 2006  (ISBN 2-03-582665-9)
- Le Petit Larousse, 2003
- Cet article est la traduction d'un extrait de l'article « St. Dorothea » paru dans l'Encyclopedia catholica (domaine public)